# Каталимов, Сергей Анатольевич
Сергей Анатольевич Каталимов (укр. Сергій Анатолійович Каталимов; род. 9 февраля 1955, Симферополь) — советский футболист, защитник и нападающий; украинский футбольный тренер. Большую часть карьеры провёл в составе симферопольской «Таврии». Мастер спорта СССР.

## Клубная карьера
Родился 9 февраля 1955 года в Симферополе. В 1966 году, учась в четвёртом классе школы, начал заниматься в группе подготовки футбольного клуба «Таврия». Азы футбола постигал под руководством Владимира Якубовского, Анатолия Савина и Леонида Чернова. Занимался вместе с Анатолием Коробочкой. Выступал за сборную Крыма на первенстве Министерства просвещения Украинской ССР. После этого, в 1970 году получил продолжить обучение в Республиканском высшем училище физической культуры в Киеве. Находясь во РВУФК, приглашался в юношескую сборную УССР, вместе с которой стал победителем Спартакиады школьников СССР 1972 года.
С 1972 по 1975 год выступал за дублирующий состав киевского «Динамо». Параллельно с игрой в футбол учился в Киевском институте физической культуры. К концу 1975 года начал служить во Внутренних войсках СССР, а после приглашения от тренера «Таврии» Леонида Чернова переехал в Симферополь, где продолжил учёбу в университете имени Фрунзе. Придя в команду как защитник, со временем Каталимов переквалифицировался в нападающего. После окончания сезона 1976 года, в котором Каталимов забил 11 мячей и занял с командой четвёртое место в Первой лиге СССР, его приглашали в «Арарат», «Кайрат», «Шахтёр» и «Черноморец». В следующем сезоне вместе с командой завоевал бронзовые награды Первой лиги. По окончании сезона принял участие в турне «Таврии» по Мадагаскару, Сейшельским островам и Танзании. После этого по приглашению Константина Бескова вместе с Геннадием Лисенчуком был на просмотре в московском «Спартаке», однако его переходу в стан столичного клуба помешал Анатолий Заяев, пожелавший видеть Каталимова в стане симферопольской команды.
По ходу сезона 1978 года перешёл в днепропетровский «Днепр», находящийся в зоне вылета в Высшей лиге СССР, где тренером работал Андрей Биба, ранее трудившийся в симферопольском коллективе. «Днепру» не удалось покинуть зону вылета, и по итогам сезона команда вылетела из высшего дивизиона. В 1980 году Анатолий Заяев уговорил футболиста вернуться в «Таврию», которая вместе с Каталимовым в том году добилась права выступать в чемпионате СССР. Значительную часть следующего сезона пропустил из-за травмы спины. В 1983 году принял решение завершить карьеру футболиста из-за остеохондроза. Каталимов был включён редакцией сайта Football.ua в список 50 лучших игроков «Таврии» под № 17, а журналист Гарринальд Немировский включил его в символическую сборную «Таврии» третьего десятилетия (1978—1987) её существования.
Спустя два года после завершения карьеры отыграл один сезона за второлигиговую «Ниву» из Тернополя. С 1986 года около десяти лет выступал в чемпионате Симферополе, где в частности представлял «Пищевик».

## Карьера в сборной
Выступал за молодёжную сборную СССР. Сыграл в матче против Финляндии (6:0) на стадионе «Локомотив» в Симферополе. Всего за советскую молодёжку провёл две игры. Кроме того, приглашался в сборную Первой лиги СССР и сборную УССР.

## Дальнейшая судьба
В начале 2000-х принимал участие в возражении симферопольского «Динамо». В сезоне 2001/02 являлся главным тренером команды, выступающей во Второй лиге Украины. По итогам сезона команда заняла третье место в турнире. После этого занимался предпринимательством, открыв фирму по производству, расфасовке и реализации пивных закусок. Является директором компании «Крымснэк». В 2015 году сыграл на «Кубке Союза ветеранов футбола имени Льва Яшина», прошедшем в Крыму.

## Достижения
«Таврия»
- Победитель Первой лиги СССР: 1980
- Бронзовый призёр Первой лиги СССР: 1977

«Динамо»
- Бронзовый призёр Второй лиги Украины: 2001/02

## Личная жизнь
С декабря 1975 года женат на Татьяне. Сыновья — Андрей и Александр.

## Статистика
| Сезон | Клуб   | Лига             | Чемпионат | Чемпионат | Кубок | Кубок | Дубль | Дубль |
| Сезон | Клуб   | Лига             | Игры      | Голы      | Игры  | Голы  | Игры  | Голы  |
| ----- | ------ | ---------------- | --------- | --------- | ----- | ----- | ----- | ----- |
| 1976  | Таврия | Первая лига СССР | 37        | 10        | 1     | 0     |       |       |
| 1977  | Таврия | Первая лига СССР | 29        | 7         |       |       |       |       |
| 1978  | Таврия | Первая лига СССР | 19        | 5         | 2     | 0     |       |       |
| 1978  | Днепр  | Высшая лига СССР | 14        | 0         |       |       |       |       |
| 1979  | Днепр  | Первая лига СССР | 38        | 9         | 5     | 1     |       |       |
| 1980  | Таврия | Первая лига СССР | 37        | 1         | 6     | 1     |       |       |
| 1981  | Таврия | Высшая лига СССР | 17        | 0         | 3     | 0     |       |       |
| 1982  | Таврия | Первая лига СССР | 40        | 2         | 5     | 0     |       |       |
| 1983  | Таврия | Первая лига СССР | 20        | 0         | 2     | 0     | 11    | 1     |
| 1985  | Нива   | Вторая лига СССР | 15        | 0         |       |       |       |       |
| Итого | Итого  | Итого            | 266       | 34        | 24    | 2     | 11    | 1     |